# Cylindromyrmex boliviae
Cylindromyrmex boliviae är en myrart som beskrevs av Wheeler 1924. Cylindromyrmex boliviae ingår i släktet Cylindromyrmex och familjen myror. Inga underarter finns listade i Catalogue of Life.

## Bildgalleri

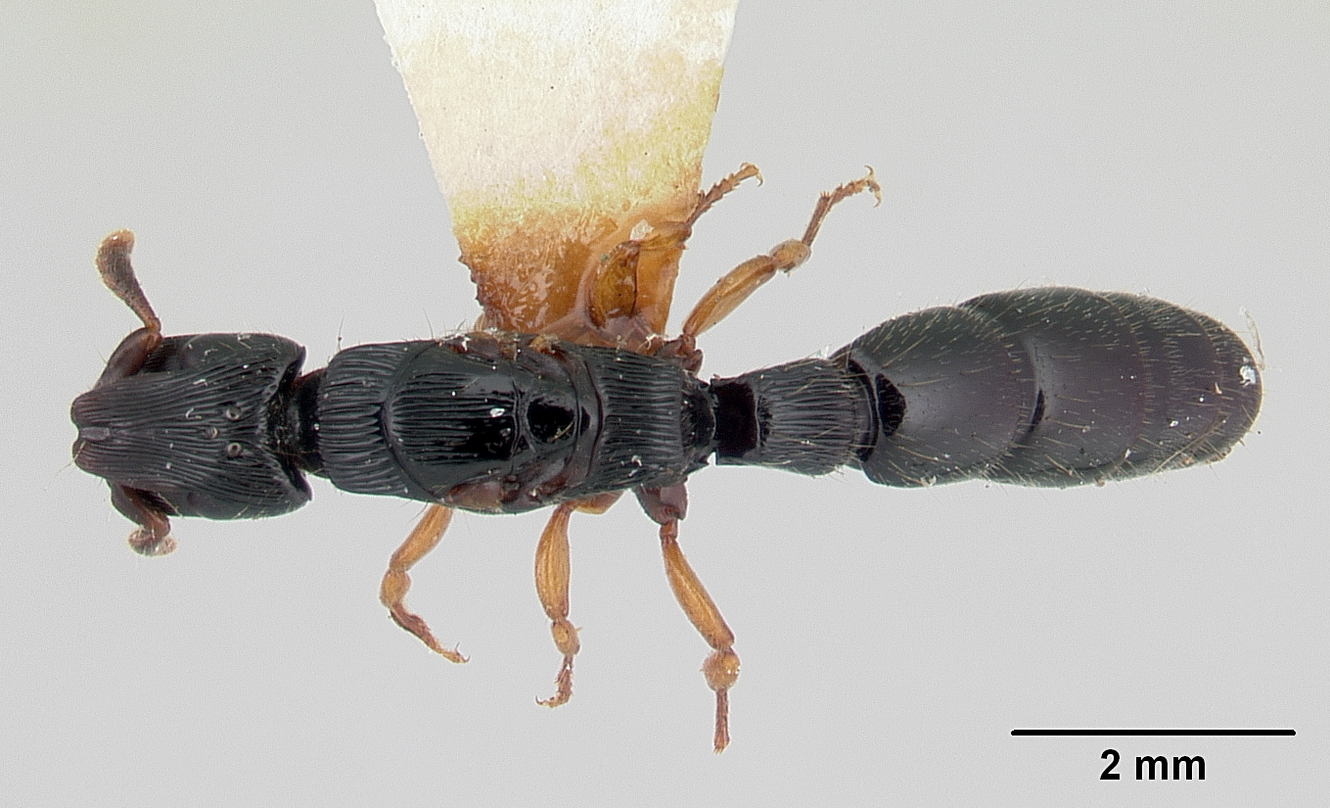
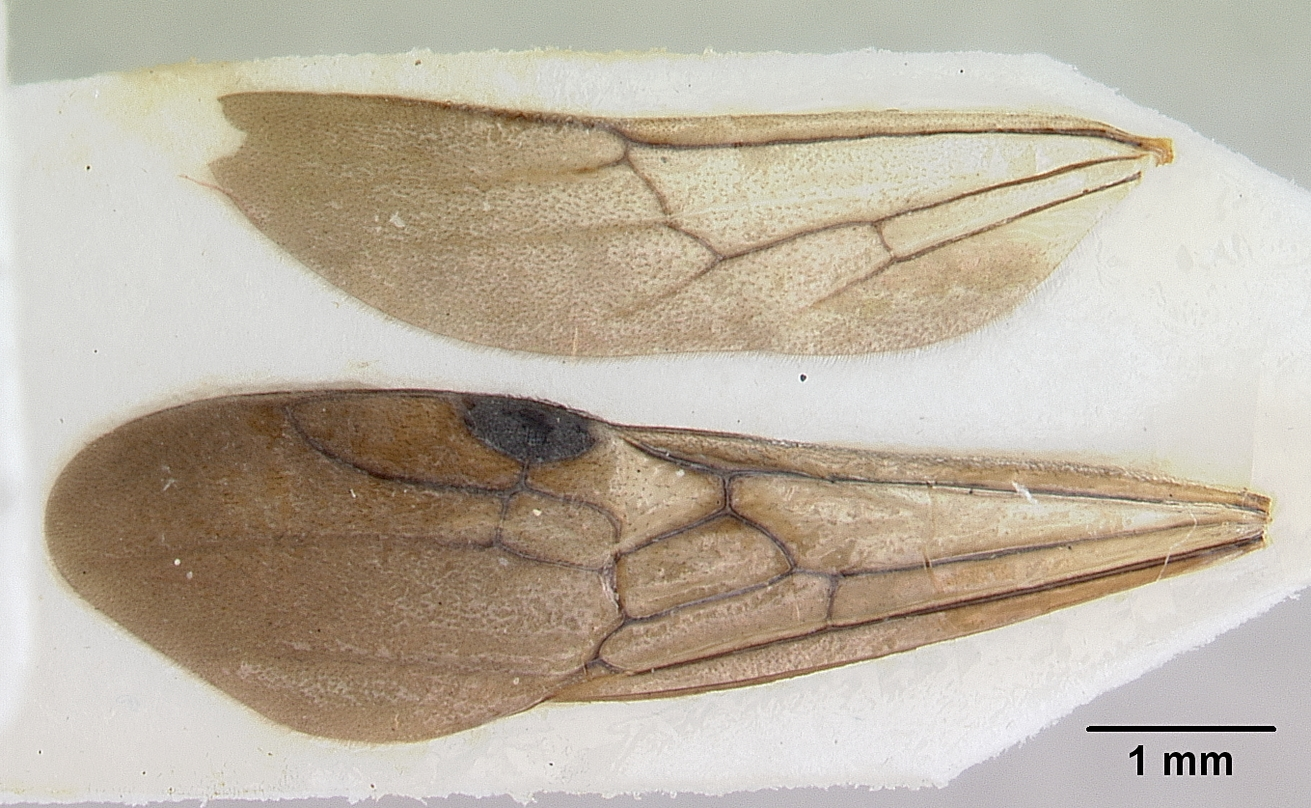
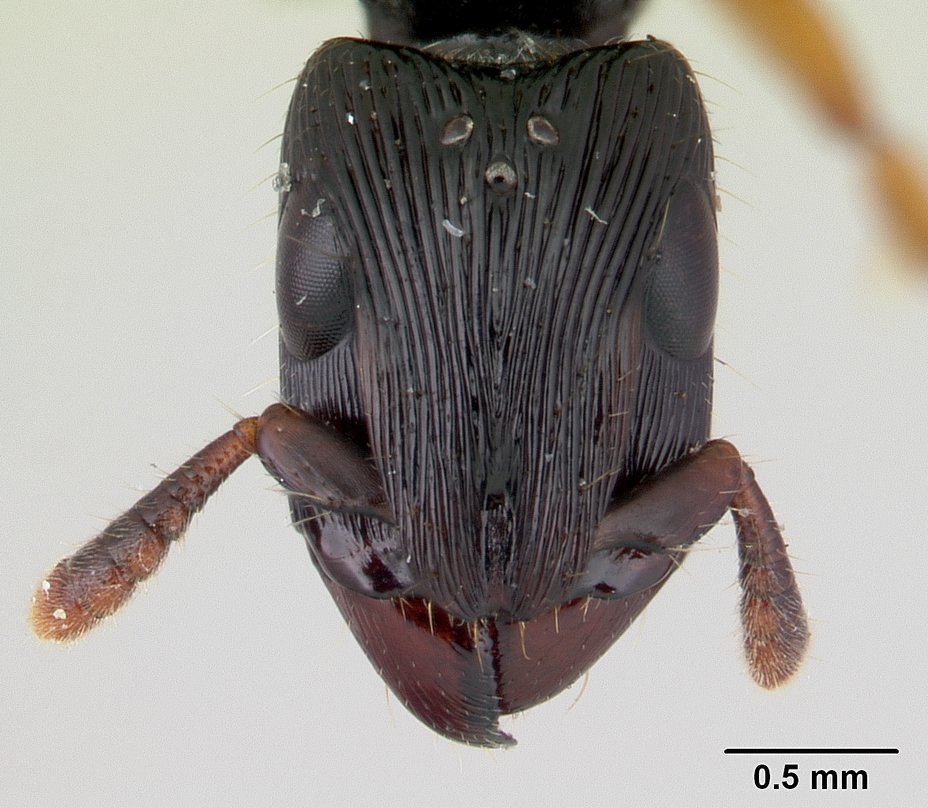
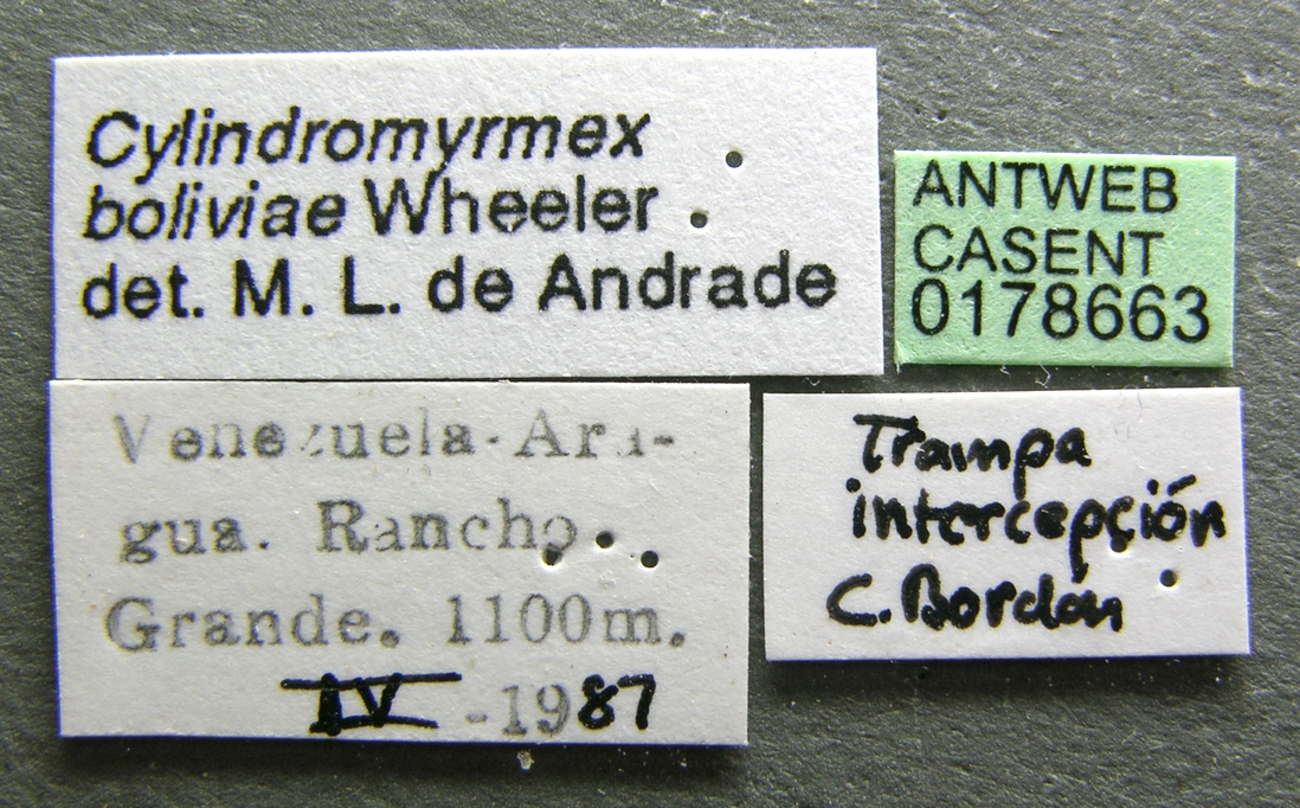
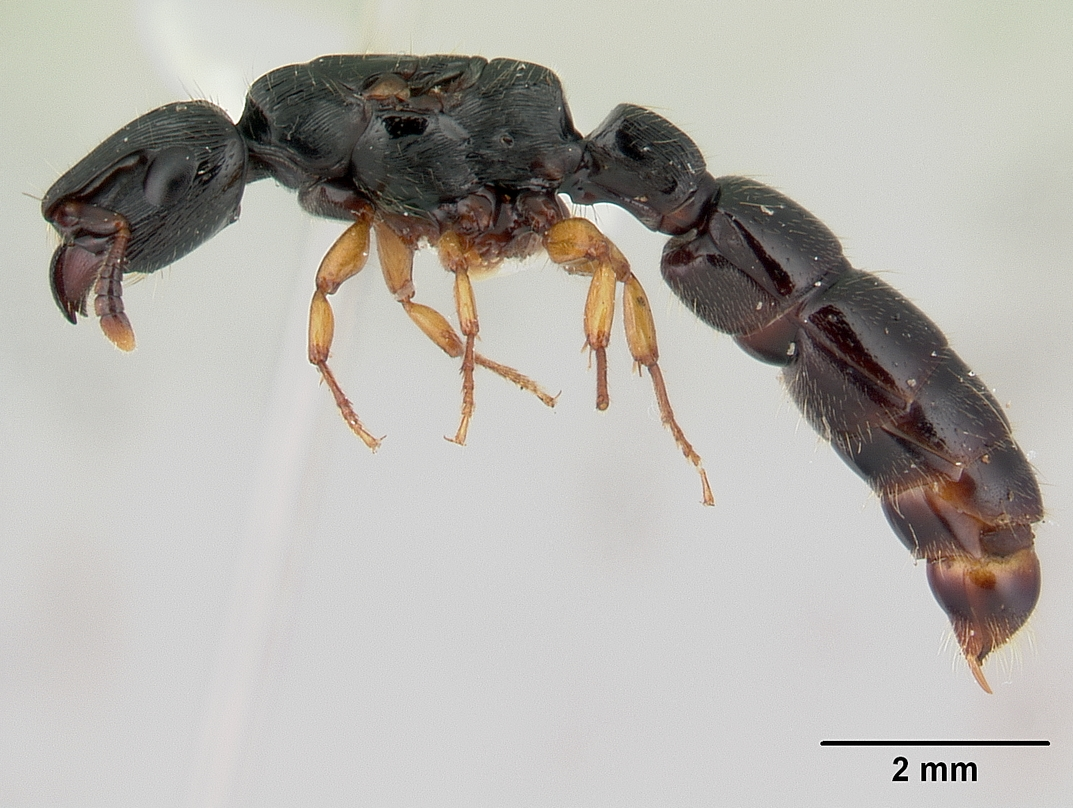